# Riparo del Molare
Riparo del Molare (o grotta del Molare o grotta della Molara) a Scario è un sito archeologico datato ad un periodo compreso tra 100 000 e 50 000 anni fa, dove oltre a depositi litici, è stata ritrova una mandibola neandertaliana attribuita a un bambino di 4 anni.
Diversi reperti ritrovati nel sito sono ora esposti al Museo Archeologico - Preistorico “Centomila anni prima di Scario".